# Архангельская агломерация
Арха́нгельская агломера́ция — полицентрическая городская агломерация Архангельска в одноимённой области в Северо-Западном федеральном округе на севере России.

## Состав
Архангельская агломерация включает городские округа Архангельск, Северодвинск и Новодвинск, а также прилегающие территории Приморского округа.

## Характеристика
Агломерация Расположена в устье Северной Двины и раскинута по обоим её берегам, в ней сосредоточена большая часть экономических и человеческих ресурсов Архангельской области, расположены крупные судостроительные, судоремонтные, лесо-деревоперерабатывающие, целлюлозно-бумажные, гидролизные и другие предприятия региона.

## История
В конце 2023 года Архангельская агломерация была включена Правительством РФ в «Перечень опорных населённых пунктов (муниципальных образований) Арктической зоны», которые планируется сделать базой для реализации экономических и инфраструктурных проектов.

## Население
| Численность населения | Численность населения | Численность населения | Численность населения |
| 1970                  | 1979                  | 1989                  | 1999                  |
| --------------------- | --------------------- | --------------------- | --------------------- |
| 524 900               | ↗634 900              | ↗691 100              | ↘651 700              |

Население агломерации составляет порядка 0,5 млн человек (2025). Большинство людей при этом проживают в двух городах областного значения: Архангельске и Северодвинске.
Население агломерации моноэтничное, с преобладанием русских. Коренным народом территории считаются поморы, исторически проживавшие на берегах Белого моря; на 2010 год их численность в Архангельской области оценивалась в две тысячи человек.